# 夸父计划
夸父計劃是一個中國的航天項目，旨在建立由三顆衛星組成的空間天氣預報系統，用來監測太陽，計劃又稱為「空間風暴、極光和空間天氣」探測計劃。該項目以中國神話中追逐太陽而死的巨人夸父名字命名。由於2012年將是一個太陽活動高峰年，2012年至2014年太陽活動將會很強烈，因此夸父計劃的三顆衛星原定是在2012年內發射，但是由于国际合作同伴的退出，該項目曾被無限期推遲，被认为面临搁浅。最後直到2022年10月9日，中国使用长征二号丁火箭发射了原定計劃的第一個卫星“夸父一号”先进天基太阳天文台，項目重啟。

## 任務計劃
夸父計劃衛星初期飛行時間將為2至3年，計劃共發射三顆探測器（A、B1、B2）。其中，A探測器「夸父A」將固定在離地球150萬公里的拉格朗日點（也稱L1點，即地球與太陽之間的引力平衡點），用以全天候監測太陽活動的發生及其伴生現象，「夸父B1」和「夸父B2」探測器將組成綜合觀測系統，在地球極軌大橢圓軌道上飛行，用以監測太陽活動導致的地球近地空間環境的變化，以及地球極光分佈等。

## 科學價值
夸父計劃將幫助科學家深入研究日地環境，為災害性空間環境預報提供觀測數據。同時，它將揭示日地空間風暴機理，監測行星際擾動傳播。屆時，空間天氣的預警預報水平將大幅提高，並推動中國航天深空探測技術的發展。
於2022年10月发射的首顆衛星"夸父一号”先进天基太阳天文台卫星，配了三个有效载荷：全日面矢量磁像仪、莱曼阿尔法太阳望远镜、硬X射线成像仪，它们分别观测太阳磁场、日冕物质抛射和太阳耀斑。将利用太阳活动第25周峰年的契机，探测太阳“一磁两暴”，为影响人类航天、通讯、导航等高科技活动的空间灾害性天气预报提供支持。2022年11月，夸父一号首次发布科学图像。

## 技術挑戰
有專家指出，實施夸父計劃，中國仍面臨許多技術挑戰。例如，夸父A要被準確發射到太陽與地球連線引力平衡點上，距地球150萬公里。目前，只有NASA和ESA為數不多的航天器，如SOHO、ACE、ISEE等飛行器到達過L1點，中國從未把衛星發射到那麼遠的位置。此外，夸父衛星的對地距離比嫦娥一號衛星遠了4倍，地面人員要對衛星進行姿態調整，接受遙遠的微弱信號。
夸父A衛星選擇哪種運載工具、轉移軌道才能到達距地球約150萬公里的L1點；選擇何種方式保持衛星軌道在L1點上；夸父A衛星如何實施遠距離測控和通信；L1點通信距離上屬於深空範疇，如何在深空條件下實施對衛星的測控和數據傳輸通信，這些都是夸父A衛星實現的關鍵環節之一，也是夸父A工程要解決的首要問題。
夸父B衛星飛行任務目標是實現一天24小時、一週7天連續觀測北極光的分佈，為了實現這個目標，夸父B有兩顆同樣的衛星組成：夸父B1和夸父B2。這兩顆衛星的軌道要位於同一極軌上，呈共軛飛行狀態，遠地點高度6個地球半徑，近地點0.8個地球半徑。選擇什麼運載工具和發射方式是夸父B衛星工程要解決的關鍵技術。
除此之外，整個夸父計劃都採用成像技術，它所使用的一些特殊成像儀器都要作技術攻關，如中性原子成像儀、太陽白光日冕儀。由於地球的外層空間有一些中性的氧原子，需要用現在的成像技術把其速度分佈形成為圖形，以確定在太陽有擾動時，外層空間到底是如何響應的，但是由於中性原子本身通過交換原子以後可以成像，所以這裡涉及一些新的成像技術方面的難點。

## 计划時序
據瞭解，德國、法國、比利時、奧地利、加拿大等國10多位著名空間科學家也將參與這項由中國人發起的太陽探索計劃，但由于国际合作的参与国家和地区机构如加拿大和欧盟的欧空局财政状况不佳纷纷取消研究计划，使得“夸父计划”被無限期推遲，直到2022年10月9日，中国使用长征二号丁火箭发射了“夸父一号”先进天基太阳天文台卫星，項目重啟。

## 科學意義
夸父衛星將在很高的精度上追蹤太陽爆發和地磁暴活動；如果「夸父計劃」順利實施，它將有許多項首創技術，並將使中國在深空探測方面跨入國際領先行列。